# Nachtübung
Als Nachtübung wird eine – meist im Freien stattfindende – mehrstündige Übung bezeichnet, bei der Fertigkeiten eingeübt oder Teile von Fachgebieten gelehrt werden, die auch (oder besonders) bei Dunkelheit beherrscht werden müssen. Von großer Bedeutung sind dabei oft der räumliche Orientierungssinn, die Fingerfertigkeit und teilweise der Umgang mit Ermüdung und Angst.
Im Gegensatz zum Nachtdienst sind die gesetzlichen Regelungen (z. B. zur Abgeltung oder zu den Arbeitspausen) weniger straff, weil die näheren Umstände stark vom Arbeitsbereich abhängen.

## Militärische Nachtübung

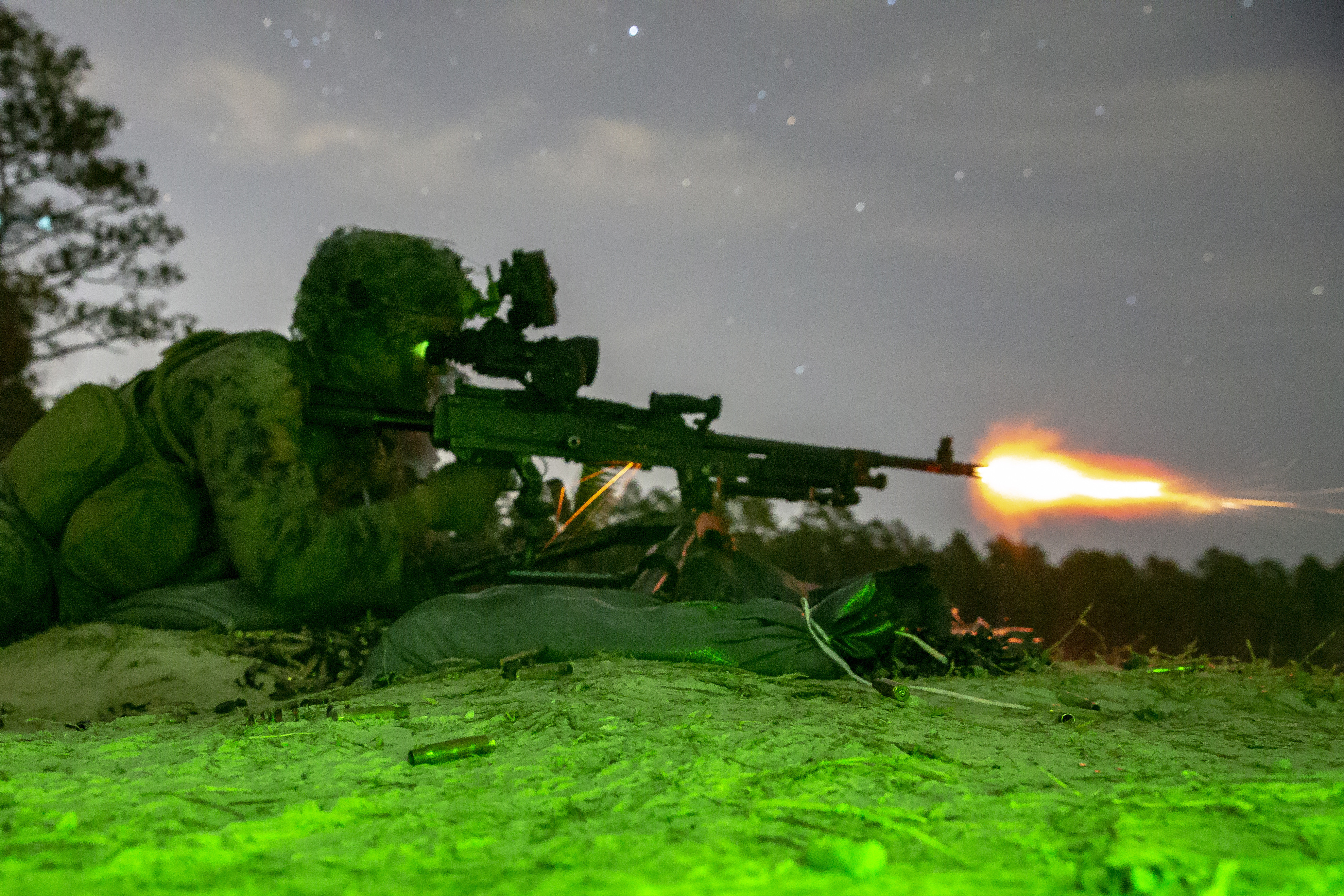
Nachtübung im Camp Lejeune

Eine Nachtübung beim Militär dient einerseits zum Auffrischen von körperlichen oder waffentechnischen Fertigkeiten, andererseits zum Einüben derselben für die Rekruten.
Beispiele solcher Übungseffekte oder Fähigkeiten sind unter anderem:
- Nachtmarsch ohne bzw. mit schwerem Gepäck oder Waffe(n).
- Trainieren der Ausdauer und der Disziplin auch bei Müdigkeit, seelisch-körperliche Effekte beim Morgengrauen.
- Trainieren des Orientierungssinnes bei Nacht (Gebrauch von Landkarten und Kompass, grobe Orientierung an Mond oder Sternhimmel, Gelände erkennen, Wetterseite der Bäume usw.).
- Zielansprache, Erlernen und Einüben von Kampf- und Waffentechniken bei Nacht.
- Bau eines behelfsmäßigen Schlaflagers, Schneegrube, Zeltbau.

In paramilitärischen Ausbildungen oder bei den früheren Jugendlagern der DDR sind ebenfalls Nachtübungen oder Nachtmärsche auf dem Programm.

## Nachtübung für Astronomie und Geodäsie
Da Astronomen einen Teil ihrer Tätigkeit im Nachtdienst und an meist wertvollen Instrumenten in Observatorien durchzuführen haben, ist neben den anfänglichen Praktika bei Tage auch eine Einübung wichtiger Handlungen bei Dunkelheit bzw. unter erschwerten Umständen erforderlich. Neben diesem Einüben sind auch spezielle Tätigkeiten und Probleme an den verschiedensten Instrumenten – zum mindesten beispielhaft – zu erlernen.
Hier sind auch längerdauernde Sternführungen zu erwähnen, wenn sie etwa das Einüben astronomischer Beobachtungstechniken zum Thema haben oder spezielle Anregungen geben, beispielsweise zu besserer Astrofotografie oder zum freiäugige Beobachten schwacher Himmelsobjekte.
In der Geodäsie gehört ebenfalls ein Mindestmaß an praktischer Übung bei Nacht bzw. Dunkelheit zur technischen und akademischen Ausbildung – beispielsweise das Vermessen eines Kellers oder im Innern von lichtlosen Industriebauten, grundlegende Tätigkeiten und Geräteeinsatz beim Tunnelbau oder in Bergwerken (siehe auch Markscheidekunde).
In der Astrogeodäsie und kosmischen Geodäsie geht es beispielsweise um die Messung von Lotabweichungen, von Richtungen zum Polarstern (Polaris-Azimut) oder um Bestimmung von Laplace-Azimuten; in der Satellitengeodäsie etwa um Satellite Laser Ranging, spezielle GPS-Vermessungen oder früher die Stellartriangulation.
Sowohl in Astronomie als auch Geodäsie finden die Übungen zunächst unter einfachen Umständen statt (z. B. im Labor oder auf der Dachterrasse eines Hochschulgebäudes), und erst bei allfälliger Vertiefung auf einer Sternwarte, im freien Gelände oder im Zuge mehrtägiger Exkursionen.